# رشیدالدین فضل‌الله همدانی
رشیدالدینْ فضل‌الله (در حدود سال ۶۴۸ قمری/۶۲۹ خورشیدی در همدان – ۲۸ دی ۶۹۶ خورشیدی / ذی‌القعده ۷۱۸ قمری) رجل سیاسی، تاریخ‌نگار و پزشک ایرانی آخر سدهٔ هفتم خورشیدی بود که کتاب جامع التواریخ را به دستور غازان خان به رشته تحریر درآورد و در دوران وزارت خود بناهای فراوانی همچون ربع رشیدی را ساخت.
موریس روسابی، تاریخ‌نگار، او را برجسته‌ترین چهرهٔ ایران در دورهٔ دوران مغول برمی‌شمارد.
کتاب جامع التواریخ او که مهم‌ترین کتاب اوست به نثری عالمانه و پخته نوشته شده است.

## زندگی

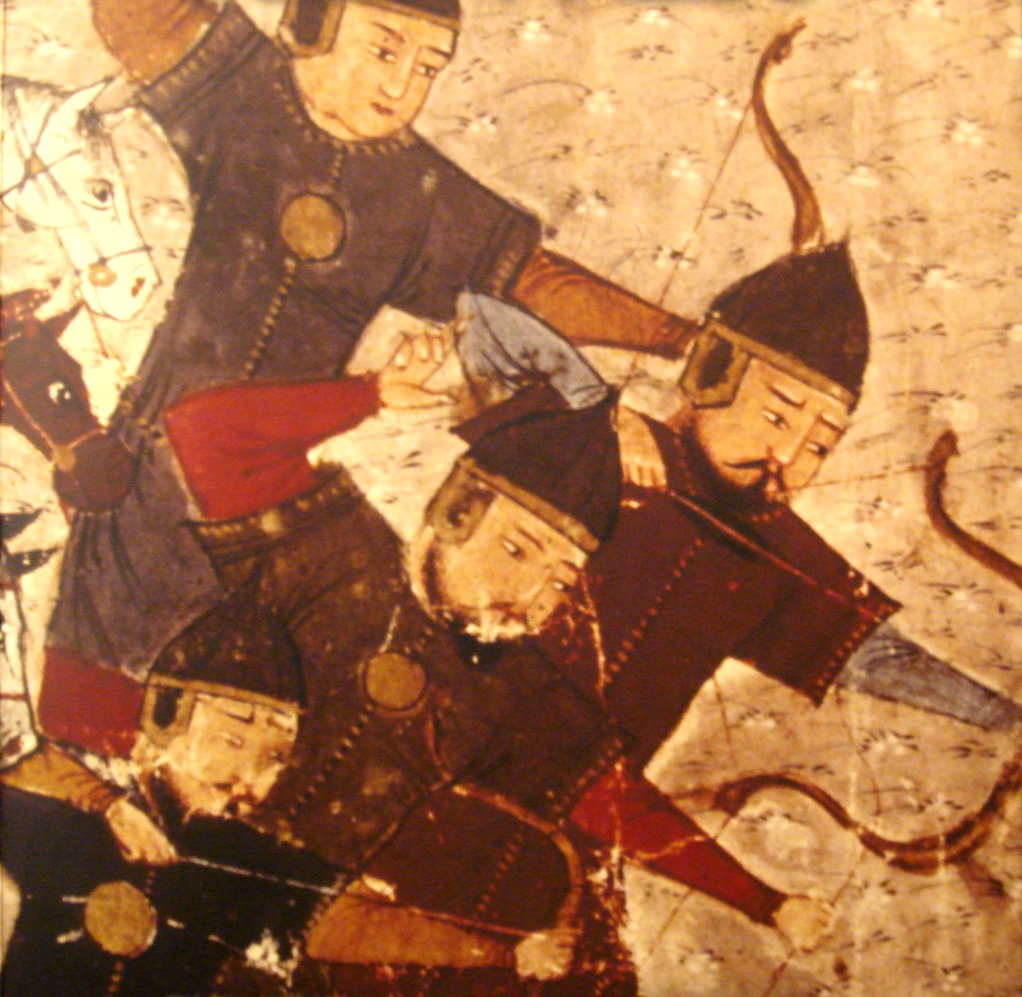
سربازان مغول - ۱۳۰۵ تا ۱۳۰۶

رشیدالدین فضل‌الله الوزیر ابن عمادالدوله ابی الخیر بن موفق‌الدوله علی همدانی در حدود سال ۶۴۸ قمری/۶۲۹ خورشیدی در [همدان] در یک خانوادهٔ پزشک متولد گردید. نیای بزرگ او «موفق‌الدوله علی» یک عطار یهودی بود که به همراه خواجه نصیرالدین طوسی در دژ الموت به‌عنوان مهمان اجباری اسماعیلیان به سر می‌برد و پس از یورش هلاکو خان به آنجا، به خدمت وی درآمد. از آن هنگام به بعد او و خاندانش شهرت یافتند و این اشتهار تا پایان عمر غیاث‌الدین محمد وزیر امتداد داشت. به این ترتیب بزرگان این خاندان با تمام دورهٔ ایلخانان مغول همزمان و در قسمتی از آن دوره صاحب قدرت و تصرف تام در امور بودند.
تاریخ ولادت خواجه صریحاً معلوم نیست و بنابر آنچه او خود در کتاب بیان الحقایق گفته، تاریخ تولدش هجری بوده است. پدرش عمادالدوله ابوالخیر پزشک بود و رشیدالدین جوانی را در تحصیل فنون مختلف خاصه علم طب گذرانید و از عمر ایلخانی اباقاخان به عنوان طبیب وارد دستگاه ایلخانی شد به تدریج در امور اداری و دیوانی نفوذ و دخالت یافت. تا آنکه در سال ۶۹۷ هجری، بعد از آن که صدرالدین احمد خالد زنجانی معروف به صدر جهان به اتهام تصرف در اموال از وزارت معزول و بعداً در همان سال کشته شد، سعدالدین محمد مسکونی ساوجی به حکم غازان خان به صاحب دیوانی و رشیدالدین به نیابت او منصوب گردید که به همراهی یکدیگر ممالک ایلخان را اداره کنند. این دو تا پایان سلطنت غازان خان همچنان با هم در ادارهٔ امور کشور سهیم بودند و تا ۸ سال از آغاز سلطنت اولجایتو خدابنده نیز وضع به همان منوال گذشت تا در سال ۷۱۱ هجری، خواجه رشیدالدین به‌عنوان وزیر ایلخانان منصوب گردید.
رشیدالدین به دلیل یهودی بودن نخست «رشیدالدوله» خوانده می‌شد و پس از مسلمان شدن، نامش به رشیدالدین تغییر یافت.

## ترقی در دستگاه مغولان
رشیدالدین فضل‌الله همدانی در زمان چیرگی مغول (سلسلهٔ ایلخانان) زندگی می‌کرد. در زمان پادشاهی اباقاخان، پزشک مخصوص او بود و در نزد او احترام و نفوذی به‌دست‌آورد. در زمان ارغون‌خان و گیخاتوخان نیز گام‌های پیشرفت را سپری کرد.

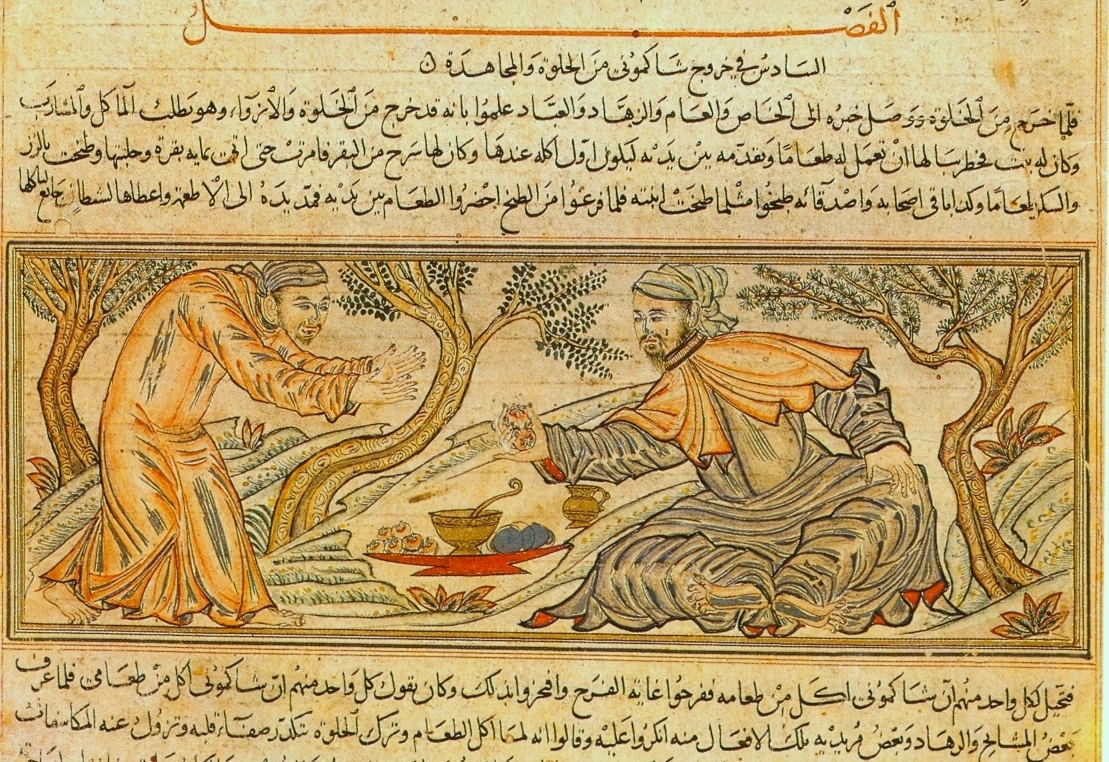
یک برگ از نسخه‌ای خطی از کتاب جامع‌التواریخ

## پادشاهی غازان خان و وزارت رشیدالدین

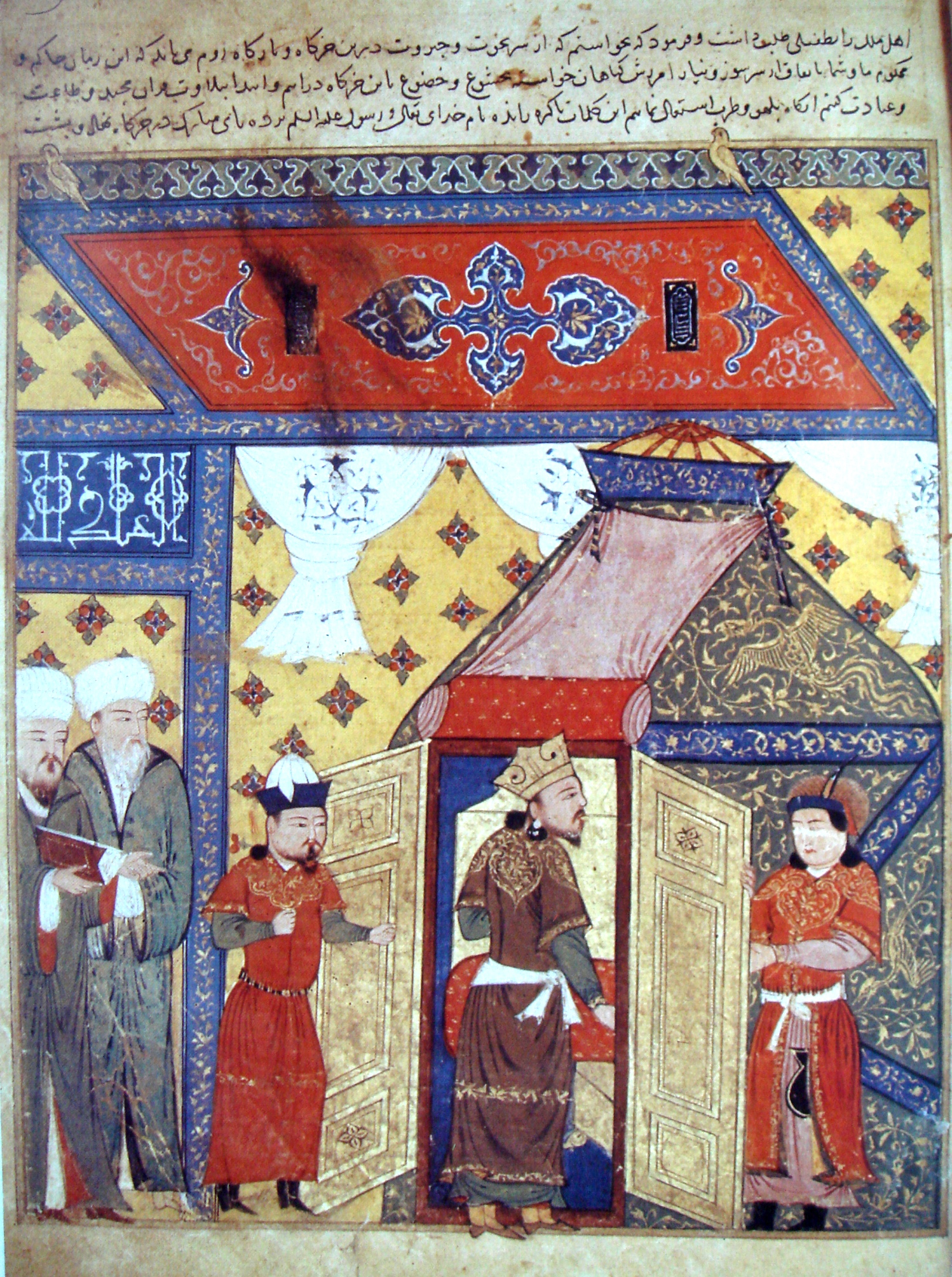
تصویر تاریخی غازان خان

در سال ۶۹۴ قمری/۶۷۴ خورشیدی غازان خان به سلطنت رسید و سه سال بعد (۶۷۷ خ) وزیر اعظم خود -خواجه صدرالدین زنجانی- را به قتل رساند و به جای او رشیدالدین فضل‌الله همدانی و خواجه سعدالدین ساوجی را به همراه هم وزیران خود کرد. همچنین در همین هنگام فضل‌الله همدانی ریاست موقوفات شنب غازانی را برعهده گرفت.
در سال ۷۰۳ قمری/۶۸۲ خورشیدی غازان خان به شام لشکر کشید و رشیدالدین فضل‌الله نیز همراه او بود و در کنار رود فرات رشیدالدین، مؤلف تاریخ وصاف را به نزد غازان برد تا کتاب او را از نظر پادشاه بگذراند. در همین سال غازان درگذشت.

## پادشاهی اولجایتو و رقابت‌های سیاسی
پس از درگذشت غازان خان، برادرش سلطان محمد خدابنده اولجایتو برجای او نشست و رشیدالدین فضل‌الله همچنان وزیر و مورد احترام او بود. خواجه سعدالدین ساوجی رقیب رشیدالدین فضل‌الله در سال ۷۱۲ ق. /۶۹۱ خ. به دستور سلطان اولجایتو از وزارت عزل و مانند وزیران پیشین دربار مغولان به قتل رسید. برانگیزانندهٔ این کار تاج‌الدین علیشاه جیلانی بود که جانشین وزیر کشته شده -سعدالدین ساوجی- شد و پس از مدتی توطئه‌ای علیه خواجه رشیدالدین ترتیب داد که به نتیجه‌ای نرسید.
در سال ۷۱۵ ق. /۶۹۴ خ. اختلاف شدیدی میان خواجه رشیدالدین و تاج‌الدین علیشاه جیلانی روی داد، به خاطر اینکه خزانهٔ پادشاه از وجوه دیوانی و لشکری خالی مانده و تعیین مقصر آن باعث این درگیری شده بود. اولجایتو برای حل اختلاف هر یک از ممالک ایران و آسیای صغیر را میان دو وزیر تقسیم کرد؛ ولی باز هم اختلاف و دشمنی میان این دو ادامه داشت.

## پادشاهی ابوسعید و قتل رشیدالدین
پس از درگذشت سلطان محمد خدابنده اولجایتو (۷۱۷ ق. /۶۹۶ خ)، فرزندش ابوسعید بهادرخان به پادشاهی رسید. در زمان ابوسعید اختلاف میان دو وزیر او یعنی خواجه رشیدالدین و تاج‌الدین علیشاه جیلانی شدت گرفت و این امر باعث اختلال در امور کشور شد.
عده‌ای که از این وضعیت به ستوه آمده بودند ابتدا به نزد خواجه رشیدالدین رفتند و از او خواستند که با ترتیب دادن توطئه‌ای کار وزیر دیگر را بسازند، ولی خواجه رشیدالدین این خواسته را نپذیرفت. سپس آنان پیش خواجه علیشاه رفتند و همین خواسته را مطرح کردند و با موافقت او در نهایت خواجه رشیدالدین در سال ۷۱۷ ق. /۶۹۶ خ. از وزارت عزل شد و از سلطانیه به تبریز رفت و انزوا را اختیار کرد. اما پس از چندی امیرچوپان (امیرالامرای لشکر مغول) او را به خدمت دعوت کرد.
اما دشمنان همچنان به تحریکات خود ادامه دادند و بالاخره در حدود ۲۸ دی ۶۹۶ خ. /ذی‌القعده ۷۱۷ قمری خواجه رشیدالدین و پسر شانزده ساله‌اش (که شربت‌دار اولجایتو بود) را به تهمت مسموم کردن سلطان محمد خدابنده اولجایتو در چرگر به قتل رساندند. نسب یهودی او در دادگاه وی بارها مورد اشاره قرار گرفت. سر او توسط مردم تا چند روز در شهر حمل می‌شد و مردم می‌گفتند: «این سر یهودی ای است که از نام خدا سوء استفاده کرد. خدا او را لعنت کند.». وی در زمان مرگ ۷۱ سال داشت و پس از مرگ او، به رسم زمان مغول بستگان وی هم مقتول و غارت شدند و بنای ربع رشیدی مورد غارت و تاراج قرارگرفت. یک قرن بعد میران‌شاه -پسر تیمور لنگ- در حالت دیوانگی دستور داد که استخوان‌های خواجه رشیدالدین را از قبرش درآورند و در گورستان یهودیان به خاک بسپارند.

## علاقه به ایران و بیزاری از مغولان
رشید الدین فضل‌الله، یک میهن‌پرست ایرانی و همچنین ستایش‌گر سنت‌های فرهنگ ایران بود. نام «ایران» در جامع التواریخ وی ذکر شده است و او نسبت به مغولان بیزاری نشان داده است.

## تألیفات

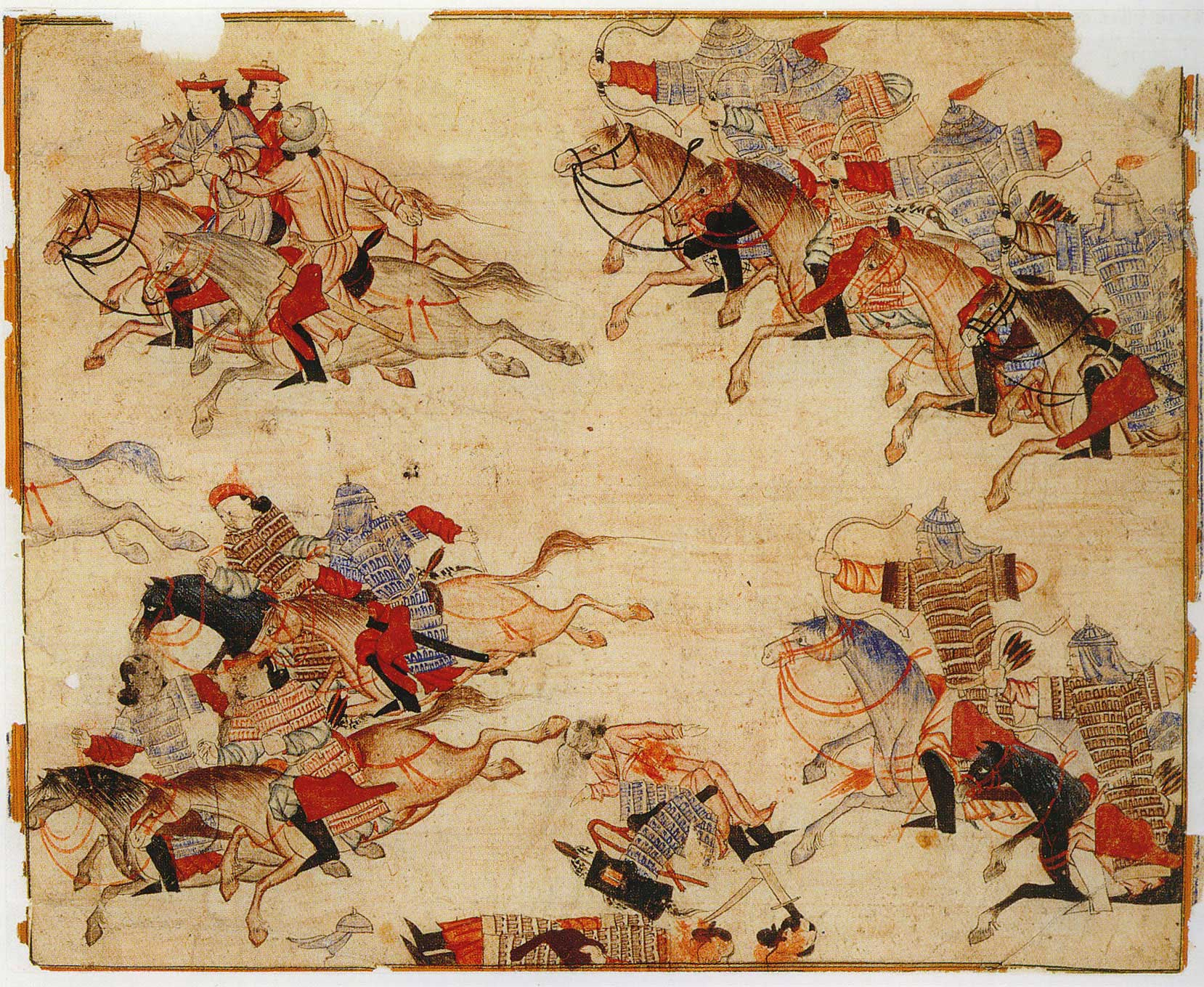
سواره‌نظام مغول به دنبال دشمن خود هستند.

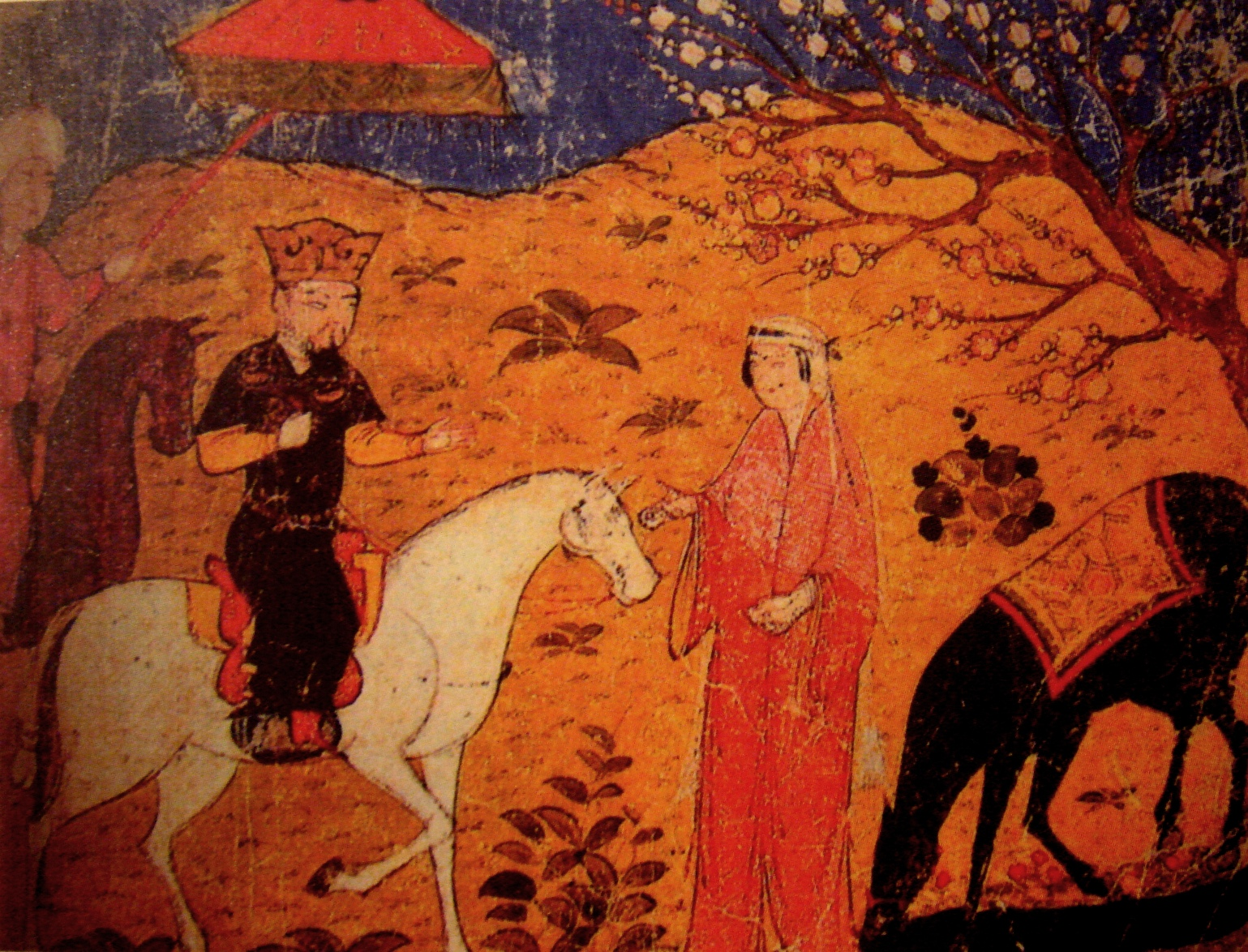
غازان خان بر روی اسب خود. رشید الدین، جامع التواریخ.

رشیدالدین فضل‌الله همدانی تألیفات بسیاری دارد که برخی از آن‌ها تصحیح و چاپ شده است و برخی دیگر هم به حالت نسخه خطی باقی‌مانده است. از جمله این تألیفات عبارتند از:
- جامع‌التواریخ: مهم‌ترین کار رشیدالدین فضل‌الله همدانی نگارش کتاب جامع‌التواریخ بود که از شاهکارهای تاریخی زبان فارسی و تاریخ جهان به‌شمار می‌آید. این کتاب دربارهٔ تاریخ، اسطوره‌ها، باورها و فرهنگ‌های قبایل ترک و مغول و همچنین تاریخ پیامبران از آدم تا محمد، پیامبر اسلام، تاریخ ایران تا پایان دوره ساسانیان و سایر اقوام است. در حقیقت جامع‌التواریخ نخستین دورهٔ کامل تاریخ و جغرافیای آسیا است که با استفاده از وسایل و منابعی ترتیب داده شده است که تا آن زمان در اختیار هیچ‌کس قرار نگرفته بود.
- الاحیاء و الاثار: که ۲۴ مجلد است و دربارهٔ مسائل گوناگونی از این قبیل است: علم کائنات جو، کشاورزی، درختکاری، پرورش زنبور عسل، نابودی حشرات و خزندگان موذی و مضر، دامپروری، معماری، قلعه‌بندی، کشتی‌سازی، معدن‌کاوی و تصفیه و ذوب فلزات.
- توضیحات: نسخه‌ای موسوم به توضیحات که دربارهٔ مسائل تصوف و کلام است و دارای یک مقدمه و نوزده رساله است. این کتاب به درخواست اولجایتو نوشته شده است. یک نسخه خطی از این کتاب در کتابخانه ملی فرانسه موجود است و کاترمر آن را شرح داده است.
- مفتاح التفاسیر: کتاب دیگری در تفسیر و کلام نگاشته است و در مسائل مختلفه از قبیل فصاحت آسمانی قرآن، مفسرین آن کتاب مبین و طرق ایشان، خیر و شر، جزا و سزا، طول عمر، پروردگار، تقدیر، معاد جسمانی و غیره بحث می‌کند و در آخر آن شرحی در ابطال مذهب تناسخ و تعریف لغات و اصطلاحات فنی اضافه نموده است.
- الرساله السلطانیه: کتاب دیگری است که از تفسیر و کلام که در تاریخ نهم رمضان ۷۰۶ هجری به رشته تحریر درآورده و ماحصل مباحثه‌ای که در موضوعات کلامی در حضور سلطان الجایتو مابین علمای وقت اتفاق افتاده جمع‌آوری نموده است.
- لطائف الحقایق: مشتمل بر چهارده رساله نیز از آثار قلمیه او است و با شرح رؤیائی که برای مؤلف در شب ۲۶ رمضان ۷۰۵ هجری روی داده و حضرت رسول را به خواب دیده است شروع می‌شود. محتویات این کتاب نیز مسائل کلامی و اسلامی است این کتاب و سه کتاب مذکور در فوق، همه به زبان عربی است و همه آن‌ها مجموعه رشیدیه را تشکیل می‌دهد که نسخه نفیسی از آن کتاب بتاریخ ۷۱۰ هجری است در پاریس وجود دارد.
- بیان الحقائق: دیگر از مؤلفات رشیدالدین نسخه‌ای است که متأسفانه فقط مطالب مندرجه آن معلوم است و آن موسوم است به بیان الحقائق مشتمل بر هفده رساله که غالباً در مسائل کلامی برشته تحریر درآمده است. اگر چه بعضی از مطالب دیگر مانند آبله و معالجه آن و ماهیت و انواع حرارت نیز بحث شده است.
- وقف‌نامه ربع رشیدی

## بنایربع رشیدی
از مهم‌ترین اقدامات وی بنای ربع رشیدی، شهرکی علمی و آموزشی در تبریز بود که با بسیاری مراکز علمی زمان خود همچون نظامیه بغداد قابل قیاس بود که پس از مرگش خراب و غارت شد. در ربع رشیدی کتابخانه‌ای دارای کتابهای قیمتی و ارزشمند وجود داشت که بنا به‌گفتهٔ تاریخ وصاف تنها برای استنتاخ و صحافی نقشه‌ها و تصاویر کتب ارزشمند خود کمتر از شصت هزار دینار خرج کرده بود.

## رشیدالدین از نگاه دیگران
غیاث‌الدین بن همام‌الدین، معروف به خوندمیر، در کتاب دستورالوزرا، دربارهٔ زندگی رشیدالدین فضل‌الله همدانی شرحی نوشته است که ابتدای آن چنین است:
به فَطنتِ ارسطو و حکمتِ افلاطون اتّصاف داشت و در اواخر عمر به تکمیل اقسام علوم موفق گشته، دقائقِ فنونِ عقلی و نقلی را بر لوحِ خاطر نگاشت، و چنان‌که:
| حکمتِ او به یک صریرِ قلم |  | باز کرده‌ست گوشِ جذرِ اصم  |
| در طبیعی شناخته به‌تمام |  | رازِ مولود و عنصر و اَجرَم |

## یادبود
یکی از خیابانهای اصلی شهر همدان که کمربندی اول داخل شهر را تشکیل می‌دهد به نام خواجه رشید نامگذاری شده است. این خیابان میدان آرامگاه بوعلی سینا را به چهارراه خواجه رشید وصل می‌کند. خیابانی در منطقه ولنجک تهران به یادبود او نامگذاری شده است.